# پیلتنه
پیلتنه (به لهستانی: Piltyń) در لتونی با جمعیت ۱٬۷۷۶ نفر است که در ventspils district واقع شده‌است.